# Sam Gleadle
Sam Gleadle (sinh ngày 20 tháng 3 năm 1996) là một cầu thủ bóng đá người Anh thi đấu ở vị trí tiền vệ chạy cánh.

## Sự nghiệp ban đầu và đời tư
Sinh ra ở Chichester, Anh, Gleadle chuyển sang Hoa Kỳ lúc 9 tuổi vì công việc của cha.

## Sự nghiệp
Sau khi thi đấu cấp độ trẻ cho Scottsdale 96 Blackhawks và Real Salt Lake, và bóng đá trường học với New Mexico Lobos, anh bắt đầu sự nghiệp năm 2017 với Albuquerque Sol. Anh bắt đầu sự nghiệp chuyên nghiệp năm 2018 với Reno 1868. Gleadle được Reno cuối mùa giải 2018, sau khi có 1 lần ra sân cho câu lạc bộ.